# NBA All-Star Game 1997
Le NBA All-Star Game 1997 s'est déroulé le 9 février 1997 dans la Gund Arena de Cleveland. 
Si Michael Jordan réalise le premier triple-double de l'histoire du All-Star Game avec 14 points, 11 rebonds et 11 passes décisives, c'est Glen Rice qui est élu MVP de la rencontre avec 26 points (10/24 aux tirs dont 4/7 à 3-points et 2/2 aux lancers-francs), contribuant à la victoire de l’Est sur l'Ouest 132 à 120. Inscrivant 20 points dans le seul troisième quart-temps, il bat le record de points en un quart-temps dans un All-Star qui était de 19 par Hal Greer en 1968. Ses 24 points après la pause lui permettent de battre le record de 23 points en une mi-temps codétenu par Wilt Chamberlain et Tom Chambers.

## Effectif All Star de l'Est
- Michael Jordan (Bulls de Chicago)
- Joe Dumars (Pistons de Détroit)
- Chris Webber (Washington Bullets)
- Grant Hill (Pistons de Détroit)
- Dikembe Mutombo (Hawks d'Atlanta)
- Patrick Ewing (Knicks de New York)
- Scottie Pippen (Bulls de Chicago)
- Tim Hardaway (Heat de Miami)
- Anfernee Hardaway (Magic d'Orlando)
- Vin Baker (Bucks de Milwaukee)
- Alonzo Mourning (Heat de Miami)
- Christian Laettner (Hawks d'Atlanta)
- Glen Rice (Charlotte Hornets)
- Terrell Brandon (Cavaliers de Cleveland)

## Effectif All Star de l'Ouest
- Charles Barkley (Rockets de Houston)
- Hakeem Olajuwon (Rockets de Houston)
- Karl Malone (Jazz de l'Utah)
- Shaquille O'Neal (Lakers de Los Angeles)
- Kevin Garnett (Timberwolves du Minnesota)
- Mitch Richmond (Sacramento Kings)
- Gary Payton (SuperSonics de Seattle)
- Detlef Schrempf (SuperSonics de Seattle)
- Clyde Drexler (Rockets de Houston)
- John Stockton (Jazz de l'Utah)
- Latrell Sprewell (Warriors de Golden State)
- Shawn Kemp (SuperSonics de Seattle)
- Eddie Jones (Lakers de Los Angeles)
- Tom Gugliotta (Timberwolves du Minnesota)
- Chris Gatling (Mavericks de Dallas)
- Kobe Bryant (Lakers de Los Angeles)

## Concours
Vainqueur du concours de tir à 3 points : Steve Kerr
Vainqueur du concours de dunk : Kobe Bryant